# Slag bij Jaffa
De Slag van Jaffa vond plaats gedurende de kruistochten, als een serie van campagnes tussen de legers van Saladin en de strijdkrachten van koning Richard I van Engeland. Het was de laatste slag tijdens de Derde Kruistocht, waarna Saladin en Richard onderhandelden over een verdrag. Hoewel de stad Jeruzalem niet veroverd was, werd er wel toegestaan dat de christenpelgrims onder dit verdrag vreedzaam de stad konden bezoeken en ook konden de kruisvaarders bezit houden over de landerijen en steden die ze nog bezaten in de kuststrook van Akko tot Jaffa.

## Achtergrond
Hoewel de twee voorgaande gevechten (Beleg van Akko en Slag bij Arsoef) al grote campagnes waren geweest, werd ook deze slag vooral in tactisch opzicht een beslissende. Dit werd geïllustreerd in de vastberadenheid van Saladin en de onstuitbare hoogmoedigheid van Richard. Het werd de laatste confrontatie voordat er een verdrag werd getekend tussen Richard en Saladin.
Op 7 september 1191, na de Slag bij Arsoef, marcheerde het kruisvaardersleger van Arsoef naar Jaffa, vervolgens namen ze de havenplaats in en maakten er een verdedigingsbolwerk van, waarvandaan ze hun basis van uitvoerende operaties wilden houden om Jeruzalem te veroveren. Als de winter van 1191-92 zijn inval doet worden voorgenomen acties opgeschort en onderhandelingen tussen Saladin en Richard werden hervat, maar zonder enig resultaat. Gedurende de wintermaanden voerden Richards mannen reparaties uit aan de ommuurde stad Ashkelon, die maanden ervoor waren vernield door Saladins mensen. In het voorjaar van 1192 werden de onderhandelingen vervolgd en kleine schermutselingen werden uitgevochten tussen beide partijen. Richard ontving verontrustend nieuws uit Engeland, waar zijn broer Jan en Filips August samenzwoeren tegen Richard. Richard zag het belang in dat hij nu snel moest gaan handelen, en vervolgens weer naar Engeland terug te keren om zijn belangen daar te verdedigen.

## De slag
Op 5 juli 1192 gaf Richard orders aan kruisvaarders in het noorden van het Heilige land zich terug te trekken. Hij had zich gerealiseerd dat Jeruzalem niet verdedigbaar was en liet ook alle kruisvaarders terugtrekken die zich nog in vijandig gebied ophielden. Onmiddellijk zette Saladin een beleg op Jaffa in, dat gediend had als basis voor Richards operaties in het Heilige land.
Saladins soldaten wisten succesvol de muren te beklimmen; alleen Jaffa's citadel wist stand te houden en de verdedigers wisten een bericht te sturen naar Richard over de plotse belegering. Die verzamelde een kleine groep strijders en snelde terug naar Jaffa. Als Richard in de verte een paar moslimbanieren van de stadsmuur af ziet vallen, dacht hij dat de schermutselingen wel meevielen, totdat een kruisvaarder zijn schip bereikte en hem vertelde over de situatie.
Richard zou vervolgens het water ingesprongen zijn en zo zwalkend het strand opgelopen zijn. Richard toonde opnieuw zijn moed door zijn mensen voor te gaan en leidde 45 ridders en 2000 Genuese en Pisaanse kruisboogschutters het slagveld op. Het vechten was intens en het paard van de koning werd getroffen door een pijl. Saladin zag Richard te voet vechten en gaf orders om een eigen paard van hem af te staan als vervangend vervoermiddel. Richard wist Saladin de stad in te dwingen waar hij hem omsingelde. Saladin kon geen kant op en kon alleen nog maar vluchten. Vervolgens nam Richard Jaffa weer in voor de kruisvaarders.